# 細尾鳳胎䲁
細尾鳳胎䲁（學名：Pavoclinus myae），為輻鰭魚綱䲁形目胎䲁科鳳胎䲁屬的一個種，該物種名稱是為了紀念作者麥克·S.·克里斯滕森(Michael S. Christensen)當時的未婚妻米婭·範·哈滕（Mya van Harten），分布於東南大西洋南非東倫敦北部到阿爾哥亞灣海域，深度0至3公尺，本魚體延長，體銹褐色，身體上有許多垂直的栗色條紋，每隻眼睛後面都有一個銀色的斑點，背鰭硬棘27-30枚、背鰭軟條3-5枚、臀鰭硬棘2枚、臀鰭軟條18-19枚，體長可達5公分，棲息在海草生長的亞潮間帶，以端足類及等足類等為食，雌魚產附著性卵，雄魚會守護卵，幼魚為浮游性，生活習性不明。